# Populus angustifolia
Il pioppo a foglie strette (Populus angustifolia E.James, 1823) è un albero della famiglia delle  Salicacee,  originario della regione del Gran Bacino, negli Stati Uniti e del Messico.
I germogli hanno una consistenza gommosa, per questo venivano usati dai nativi americani, tra cui gli Apache e i Navajo, come gomme da masticare.